# ياتاي

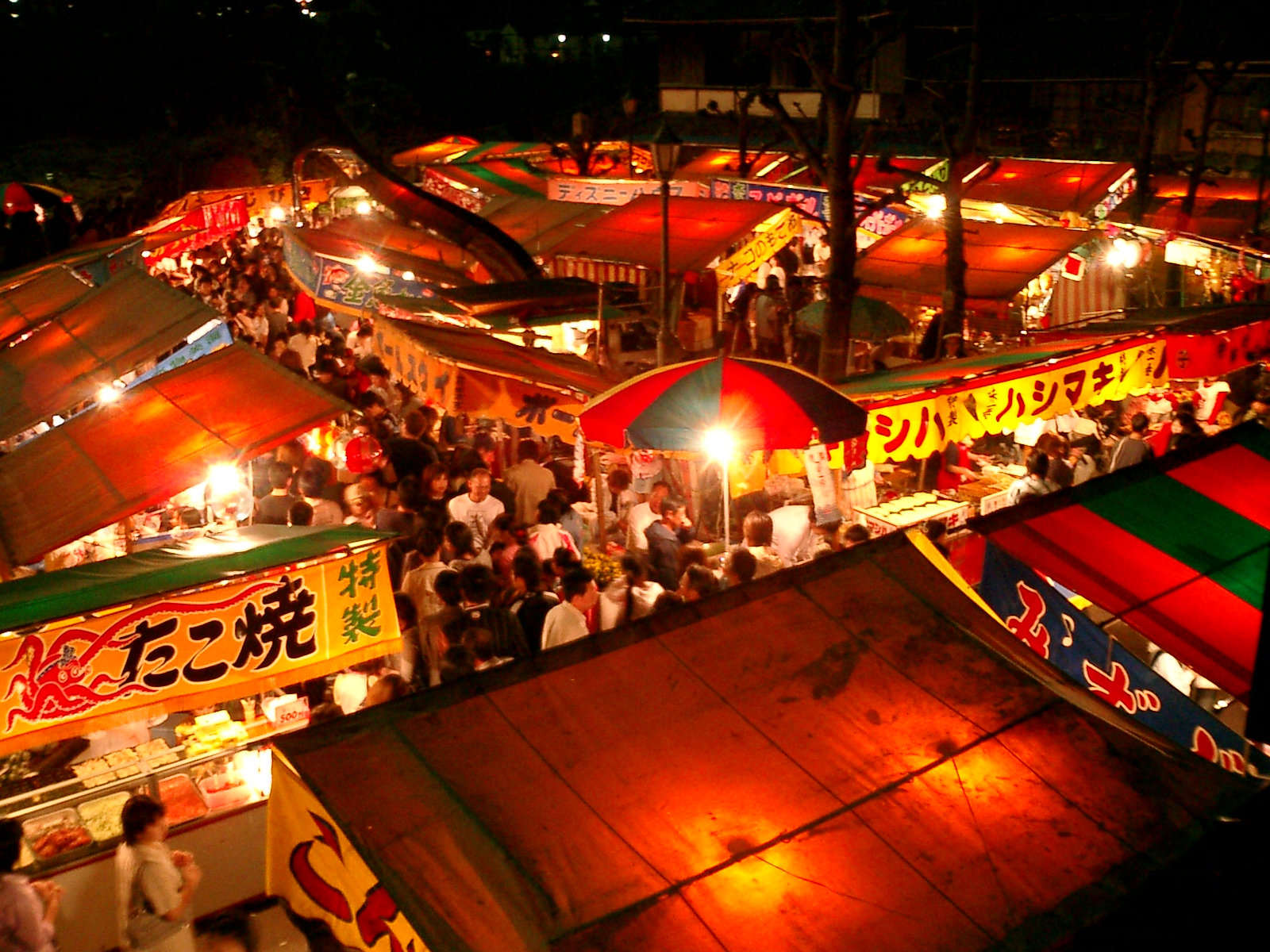
الياتاي

الياتاي كشك صغير متحرك في اليابان يبيع فيه طعام الرامن و تعني الكلمة في اليابانية كشك. يقام الكشك على الأرصفة في كل مساء في وقت مبكر وعند آخر الليل أو في ساعات الصباح المبكرة يزال الكشك. يعود تاريخ الياتاي إلى فترة المييجي من التاريخ الياباني.

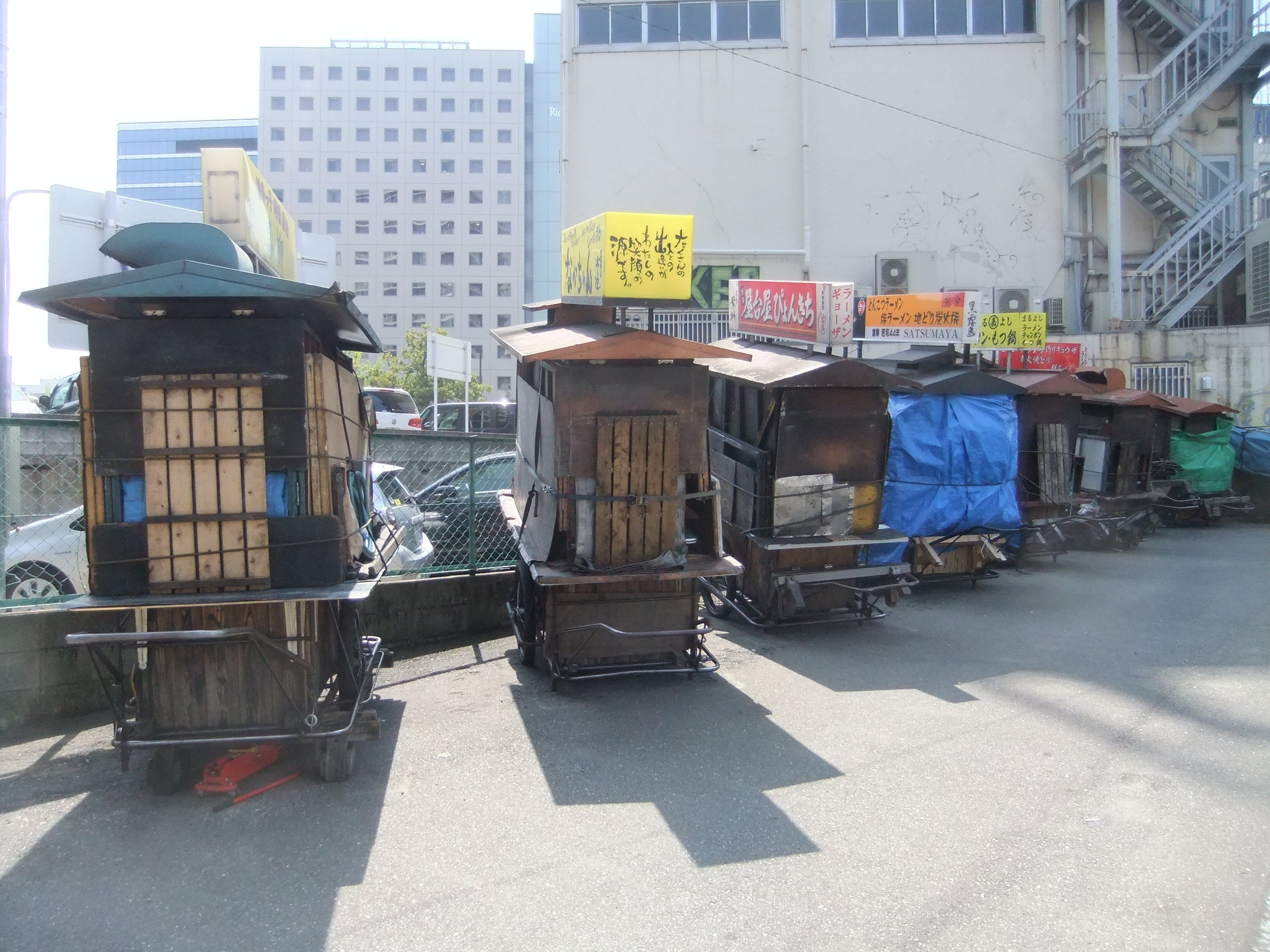
الياتاي